# Вернер III фон Арним
Вернер III фон Арним (на немски: Werner III von Arnim; † 20 февруари 1604) е благородник от род Арним в Бранденбург.
Той е син на Ото VI фон Арним „Млади“ (* ок. 1513; † 15 януари 1583) и съпругата му Магдалена фон Халберщат (* пр. 1540; † 2 ноември 1584), дъщеря на Юрген фон Халберщат († сл. 1557) и Илзаба фон Хан († сл. 1512). Внук е на Ахим II фон Арним († 1535) и Елизабет фон дер Шуленбург (* ок. 1500). Брат е на Хенинг фон Арним († 2 февруари 1604) и Илзабет Готесру фон Арним (1558 – 1606), омъжена за Йоахим (Младия) фон Ведел (1552 – 1609).

## Фамилия
Вернер III фон Арним се жени 1591 г. за Гертруд фон Алвенслебен (* 1564; † сл. 1620), дъщеря на Йоахим I фон Алвенслебен (1514 – 1588/1596) и Кунигунда фон Мюнххаузен (1534 – 1565). Те имат децата:
- Ото фон Арним († 8 ноември 1617)
- Мария Магдалена фон Арним († сл. март 1635)
- Бусо Кламор фон Арним († 1638), женен пр. 1619 г. за Мария Маргарета фон Арним († ок. 1638), дъщеря на Бернд IV фон Арним (1542 – 1611) и София фон дер Шуленбург (1556 – 1605)
- Йоахим Георг I фон Арним (* пр. 1609), женен 1634 г. за Елизабет Катарина фон Арним († сл. 1645), дъщеря на Бернд IV фон Арним (1542 – 1611) и София фон дер Шуленбург (1556 – 1605)
- Йоахим фон Арним (* 23 октомври 1599; † 29 януари 1600)
- Кристоф Лудолф фон Арним (* 12 юли 1601, Шьонермарк; † 16 септември 1624, Берлин)
- Елизабет фон Арним (* 6 август 1603; † 11 май 1604)
- Кунигунда София фон Арним († 27 септември 1627, Нойгатерслебен)